# Enric Piquet i Miquel
Enric Piquet i Miquel   (Barcelona, 24 d'abril de 1928 - Barcelona, 11 d'abril de 2021) fou un esportista, dirigent esportiu i empresari català.

## Biografia
Des del 1945 i fins al 1960, va ser jugador del CE Laietà, club degà del bàsquet espanyol del qual ell era el soci número 1. A partir de 1953, també en fou directiu, i el 1973 s'incorpora a la Junta Directiva de la Federació Catalana de Basquetbol, de la qual fou president del 1984-2010. Durant els anys que va estar al front de la federació, Catalunya va acollir les principals competicions internacionals com els Campionats del Món o els Jocs Olímpics, i el 1998 va celebrar els actes del seu setanta-cinquè aniversari amb l'organització del Campionat d'Europa i la final a quatre de l'Eurolliga. També es van organitzar diferents campanyes amb l'objectiu de fomentar el bàsquet a Catalunya com la de “Bàsquet al carrer: 1.000 cistelles a Catalunya” i es creà el centre formatiu femení Segle XXI, juntament amb la Federació Espanyola de Basquetbol, i la Fundació del Bàsquet Català. Simultàniament al seu càrrec de president de la Federació Catalana de Bàsquet, també ho va ser de la Unió de Federacions Esportives de Catalunya del 1988 al 1996. Després de deixar la presidència de la federació, va seguir mantenint la de la Fundació del Bàsquet Català.
També va ser membre del Consell Social de la Llengua Catalana, membre de l'Assemblea i de la Comissió Delegada de la Federació Espanyola de Basquetbol, president de la Fundació del Bàsquet Català i membre de la Junta Consultiva de l'Agrupació Mútua del Comerç i de la Indústria. Va rebre l'Orde Olímpic del Comitè Olímpic Internacional l'Ensenya d'Or i Brillants de la Federació Catalana de Basquetbol, l'Ensenya d'Or de la Unió de Federacions Esportives de Catalunya, de la Federació Espanyola de Bàsquetbol, del FC Barcelona i del CE Laietà, el Premi al Seny Esportiu de l'Associació Catalana de Dirigents de l'Esport. El 2008 va rebre la Creu de Sant Jordi.